# Benjamin Sulimani
Benjamin Sulimani (ur. 26 września 1988 roku w Wels) – austriacki piłkarz pochodzenia albańsko-kosowskiego występujący na pozycji napastnika. Wychowanek zespołu Hertha Wels, od 2015 jest zawodnikiem austriackiego klubu SV Grödig. Jego starszy brat, Emin również jest piłkarzem.